# 篠原新三
篠原 新三（しのはら しんぞう、1889年〈明治22年〉7月9日 - 1966年〈昭和41年〉4月13日）は日本の画家・水彩画家である。水彩画の普及と信州での美術の発展に多大に貢献した。

## 生涯
長野県上水内郡芹田村（現・長野市中御所）に資産家である篠原勝之助の三男として生まれる。長野商業学校（現・長野商業高等学校）在学中、長野師範学校で開催された水彩画研究会に参加。河野通勢、草川信を知り、共に絵画グループを結成する。
卒業後上京し、日本水彩画会研究所に入り、日本水彩画の父・大下藤次郎の指導を受ける。大正元年（1911年）太平洋画会会員となり、大正2年（1913年）丸山晩霞ら総勢37名と日本水彩画会を創立。水彩画の全国普及に尽力する。大正4年（1915年）第9回文展に『或る雪の日』が初入選し、同年帰郷。
文展・帝展には以後5回入選した。篠原新三の絵は時代の寵児となり、東京の画廊が3社画室の前に詰めており、作品を1枚仕上げるたびにその絵をおしいただいて、東京に持ち帰っていったという。また、1929年の世界大恐慌前には、絵だけで7～8万円の預貯金があったともいう。
長野では3年間母校で図画教師として活躍し、その後、大正15年（1926年）の長野美術協会の創立に尽力。戦後は中央の展覧会への出品する一方で、昭和21年（1946年）町田曲江、須山計一らと北信美術会を結成して初代会長に就任。昭和25年（1950年）、日本水彩画会名誉会員となり、翌年同会長野支部と信濃みずゑ会をつくって水彩画の普及につとめた。昭和35年（1960年）からは日本水彩画会長野県展を発足させ、初代会長に就任した。
常に後進の指導育成に努め、信州美術界の発展に多大な功績を残した。昭和41年（1966年）脳溢血のため長野市の自宅で死去。享年77歳。